# 변응정 사당
변응정 사당(邊應井 祠堂)은 세종특별자치시 전동면 청람리에 있는 사당이다. 2014년 9월 30일 세종특별자치시의 향토문화유산 제34호로 지정되었다.

## 개요
변응정 사당(邊應井 祠堂)은 조선시대 중기의 무신(武臣) 변응정(邊應井, 1557~1592)의 위패(位牌)를 모시고 제사(祭祀)를 지내는 곳이다.
변응정의 본관(本貫)은 원주(原州), 자(字)는 문숙(文淑), 시호(諡號)는 충장(忠壯)이다. 1588년(선조 21)에 실시한 식년시(式年試)의 무과(武科)에서 병과(丙科)로 합격하여 해남현감(海南縣監)으로 있던 중 임진왜란(壬辰倭亂, 1592~1598)이 일어나자 관내를 정비하고 의병을 모집하였다. 변응정은 의병을 이끌고 의병장(義兵將) 조헌(趙憲, 1544~1592)과 연합하여 전라도를 침범하려는 왜군을 공격하려 하였으나 금산전투(錦山戰鬪, 1592)에서 조헌의 부대가 왜군에게 패한 후에 도착하여 뜻을 이루지 못하였다. 이후 전주로 진격하려는 왜군을 김제군수(金堤郡守) 정담(鄭湛), 나주판관(羅州判官) 이복남(李福南), 황박(黃璞) 등이 이끄는 의병과 함께 웅치(熊峙, 현재 전라북도 완주군 소양면 신촌리)에서 치열한 전투 끝에 물러나게 하였다. 하지만 변응정은 다음날 새벽 전열을 가다듬은 왜군의 대대적인 공격을 받고 결사적으로 싸웠으나 결국 순국(殉國)하였는데 전라수군절도사(全羅水軍節度使)에 임명된 교지(敎旨)를 받지 못한 상태였다. 변응정을 포함한 의병들의 결의에 감복한 왜군은 전투가 끝난 후 의병들의 시신을 모아 묻어주고 ‘조선의 충성심과 의로움에 조의를 표함(弔朝鮮國忠肝義膽)’이라 쓴 푯말을 세운 후 금산으로 퇴각하였다고 한다. 변응정은 전투에 나가기 전에 동생에게 ‘임금이 욕을 당했으니 신하로서 죽음이 마땅하다(主辱 臣死)’라는 글과 함께 입던 옷과 머리카락, 손톱을 보내 장례를 치르도록 하였다. 변응정의 충절(忠節)에 대해 성혼(成渾, 1535~1598)이 글을 올려 1592년 12월 병조판서(兵曹判書)의 관직과 충장(忠壯)이라는 시호가 내려지고 정문(旌門)이 세워지게 되었다.
사당은 원주변씨(原州邊氏)인 변응정의 후손들에 의해 일제강점기인 1930년대에 만들어진 것으로 정면 3칸, 측면 2칸의 규모로 겹처마에 맞배지붕을 하고 있다. 정면에는 ‘忠壯祠(충장사)’라는 현판이 걸려있고 내부에는 변응정의 위패가 모셔져 있다. 사당의 주변은 낮은 담으로 둘러져 있고 삼문(三門)은 정면 3칸 측면 1칸에 솟을 문으로 가운데 문에 충장사라는 현판이 있다.